# علي كمنجه
علي كمنجه، حكم كرة قدم بحريني دولي سابق.

## كأس الخليج 1974
و قد حكم مباراة منتخب الكويت لكرة القدم ومنتخب عمان لكرة القدم في 19 مارس 1974.